# أرتيسيانون (كارديتسا)
أرتيسيانون (Αρτεσιανόν) هي مدينة في كارديتسا في مقاطعة فوريا إلادا في اليونان.
يبلغ عدد سكانها حوالي 1209 نسمة.